# جویس موری
جویس موری (انگلیسی: Joyce Murray؛ زادهٔ ۱۱ ژوئیهٔ ۱۹۵۴) سیاستمدار اهل کانادا است.